# Esperantotalige Wikipedia
De Esperanto-uitgave van Wikipedia (Esperanto: Vikipedio en Esperanto) is opgericht in november 2001 als elfde editie van Wikipedia, samen met de Baskischtalige Wikipedia. Ze heeft in oktober 2012 meer dan 170.000 artikelen en is daarmee de zevenentwintigste grootste Wikipedia op basis van het aantal artikelen en de grootste Wikipedia in een kunsttaal.
De Esperanto-Wikipedia begon met 139 artikelen van de Enciklopedio Kalblanda van Stefano Kalb. Ook bevat het de inhoud van de in 1933 uitgegeven Encyclopedie in Esperanto, met toestemming.

## Wikipediahandboek in Esperanto
De Esperanto-Wikipediagemeenschap heeft ook een 40-pagina's lang Wikipediahandboek (Esperanto: Vikipedio: Praktika Manlibro) gemaakt en gepubliceerd, dat online en op bijeenkomsten verkocht wordt. De handleiding geeft nieuwe Wikipedianen advies en informatie over het wijzigen van de Esperanto-Wikipedia. Het is momenteel in zijn tweede druk.

## Kwaliteit van de Esperanto-Wikipedia
In maart 2008 had de Esperanto-Wikipedia 154 etalage-artikelen en nog 102 artikelen die als goede kwaliteit werden beoordeeld. Er zijn wekelijkse gemeenschapsprojecten, zoals Samenwerking van de week en Artikel van de week.

## Deelnemers
Naast Esperanto-studenten en Esperanto-sprekers van alle niveaus doen ook veel ervaren sprekers en Esperanto-moedertaalsprekers mee aan het project.
De Esperantotalige Wikipedia is al veel in het nieuws geweest, inclusief een radio-interview op Radio Polonia en in artikelen op Libera Folio en Raporto.info.